# North West Vernon Island
North West Vernon Island, auch Northwest Vernon Island oder Warabatj
, ist eine unbewohnte Insel im australischen Northern Territory. Sie ist 14,25 km² groß und 9,6 Kilometer vom australischen Festland und etwa 60 Kilometer von Darwin entfernt.
Weiter nördlich befinden sich die Tiwi-Inseln und östlich East Vernon Island. Zusammen mit South West Vernon Island bilden die Inseln die Vernon-Inseln. Auf allen drei Inseln befinden sich Leuchttürme.
North West Vernon Island befindet sich in einem Gebiet, in dem der Tiwi Aboriginal Land Trust der Tiwi-Aborigines über Landrechte verfügt. Sie liegt in der Timor-See und ist ein Teil eines Naturschutzgebiets, das Vernon Islands conservation area genannt wird.
Die Insel ist sehr flach. Die höchste Erhebung erhebt sich vier Meter über den Meeresspiegel.
Im Westen der Insel liegt ein 1,3 Kilometer langer Sandstrand.